# Холлоуэй, Стерлинг
Сте́рлинг Хо́ллоуэй (англ. Sterling Holloway; 14 января 1905[…], Сидартаун, Джорджия — 22 ноября 1992, Лос-Анджелес, Калифорния) — американский актёр кино, телевидения и озвучивания. Голос диснеевского Винни-Пуха с 1966 по 1977 год.

## Биография
Стерлинг Прайс Холлоуэй-младший родился 4 января 1905 года в городе Седартаун, штат Джорджия. Отец — Стерлинг Прайс Холлоуэй, дед по отцовской линии — известный адвокат, плантатор и политик Стерлинг Прайс, мать — Ребекка ДеХэвен. Семья владела магазином в Седартауне, а Холлоуэй-старший в 1912 году даже был мэром города.
В 1920 году Холлоуэй окончил Вудвардскую академию (в то время Военная академия Джорджии) и в возрасте 15 лет уехал в Нью-Йорк, где поступил в Американскую академию драматических искусств (окончил в 1923 году). Там он подружился с сокурсником, будущим известным актёром Спенсером Трейси, часто снимался с ним в дальнейшем. В середине 1920-х годов выступал на Бродвее, в частности, в мюзикле англ. The Garrick Gaieties. В 1926 году уехал в Голливуд, и в том же году началась его кино-карьера, продлившаяся 60 лет. Кустистые рыжие волосы и высокий пронзительный голос (почти фальцет) определили амплуа актёра как комедийное. Поначалу Холлоуэй снимался в немых короткометражках, часто без указания в титрах. В 1941 году впервые попробовал себя как актёр озвучивания в мультфильме «Дамбо», опыт оказался успешным, его стали часто приглашать на озвучивание анимационных лент.
В 1942 году был призван в армию, отслужил два года в Северной Африке и Италии, служба его была связана с постановкой и показом шоу для военнослужащих.
Стерлинг Холлоуэй никогда не был женат (он мотивировал это тем, что его вполне устраивает жизнь холостяка и поэтому он не хочет что-либо в ней менять), но он усыновил ребёнка по имени Ричард. Скончался актёр 22 ноября 1992 года на 88-м году жизни от остановки сердца. Согласно завещанию его тело было кремировано, а прах развеян над океаном.

## Награды и номинации
- 1975 — Грэмми в категории «Лучший альбом для детей[англ.]» за озвучивание мультфильма «Винни-Пух, а с ним и Тигра!»[5].
- 1977 — Грэмми в категории «Лучшая запись для детей» за песню Winnie-the-Pooh for President (Campaign Song) — номинация.
- 1985 — Награда имени Уинзора Маккея[англ.].
- 1991 — Награда «Легенда Диснея» в номинации «Озвучивание»[6].

## Избранная фильмография

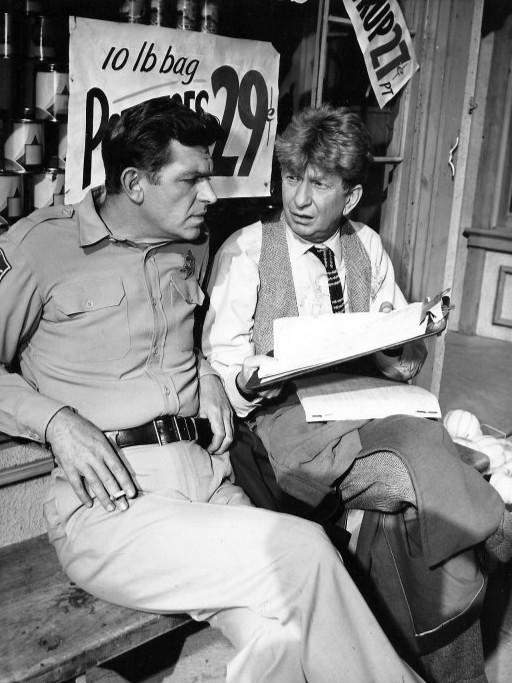
С Энди Гриффитом (слева) на съёмках «Шоу Энди Гриффита», 1962 год.

### Широкий экран
- 1932 — Американское безумие / American Madness — Оскар (в титрах не указан)
- 1932 — Белокурая Венера / Blonde Venus — Джо, путешественник (в титрах не указан)
- 1932 — Рокабай[англ.] / Rockabye — пианист в спикизи (в титрах не указан)
- 1933 — Беспризорники с большой дороги[англ.] / Wild Boys of the Road — Олли
- 1933 — Под нами ад[англ.] / Hell Below — Дженкс, моряк
- 1933 — Золотоискатели 1933-го года[англ.] / Gold Diggers of 1933 — посыльный с шляпой (в титрах не указан)
- 1933 — Танцующая леди / Dancing Lady — Пинки, автор шоу
- 1933 — По дороге в Голливуд / Going Hollywood — радиотехник (в титрах не указан)
- 1933 — Алиса в Стране чудес / Alice in Wonderland — Лягушка
- 1934 — Весёлая вдова / The Merry Widow — Ордерли
- 1935 — Тысяча долларов в минуту[англ.] / 1,000 Dollars a Minute — Пит
- 1937 — Женщина, которую я люблю[англ.] / The Woman I Love — Дюпре
- 1938 — О сердцах человеческих[англ.] / Of Human Hearts — Шонси Эймс
- 1939 — Блюз Сент-Луиса[англ.] / St. Louis Blues — лодочник (в титрах не указан)
- 1940 — Запомни эту ночь / Remember the Night — Уилли Симс
- 1940 — Синяя птица[англ.] / The Blue Bird — Дикая Слива
- 1940 — Маленькие мужчины[англ.] / Little Men — репортёр
- 1941 — За здоровье мисс Бишоп[англ.] / Cheers for Miss Bishop — Крис Дженсен
- 1941 — Познакомьтесь с Джоном Доу / Meet John Doe — Дэн
- 1942 — Звёздно-полосатый ритм[англ.] / Star Spangled Rhythm — камео в номере Sweater, Sarong & Peekaboo Bang
- 1945 — Прогулка под солнцем / A Walk in the Sun — Макуильямс, военный врач
- 1949 — Прекрасная блондинка из Бэшфул-Бенд / The Beautiful Blonde from Bashful Bend — мальчик Бассермана
- 1963 — Этот безумный, безумный, безумный, безумный мир / It’s a Mad, Mad, Mad, Mad World — камео, капитан пожарной охраны Санта-Розиты
- 1968 — Немного жизни, немного любви / Live a Little, Love a Little — молочник
- 1976 — Вон Тон Тон — собака, которая спасла Голливуд / Won Ton Ton: The Dog Who Saved Hollywood — старик в автобусе

### Телевидение
- 1953—1955 — Приключения Супермена[англ.] / Adventures of Superman — профессор Оскар Куинн / профессор Твидл (в трёх эпизодах)
- 1953—1956 — Жизнь Рили[англ.] / The Life of Riley — Вальдо Бинни (в двенадцати эпизодах)
- 1964 — Сумеречная зона / The Twilight Zone — телемастер (в одном эпизоде)
- 1986 — Детективное агентство «Лунный свет» / Moonlighting — рассказчик за кадром (в одном эпизоде)

### Озвучивание мультфильмов
- 1941 — Дамбо / Dumbo — Аист
- 1942 — Бэмби / Bambi — взрослый Цветок
- 1944 — Три кабальеро / The Three Caballeros — Пабло, хладнокровный пингвин
- 1946 — Сыграй мою музыку / Make Mine Music — рассказчик за кадром (в сегменте «Петя и волк»)
- 1947 — Весёлые и беззаботные / Fun and Fancy Free — рассказчик за кадром (в сегменте «Микки и бобовый стебель»)
- 1949 — Приключения Икабода и мистера Тоада / The Adventures of Ichabod and Mr. Toad — рассказчик за кадром
- 1951 — Алиса в Стране чудес / Alice in Wonderland — Чеширский Кот
- 1952 — Кроткий лев[англ.] / Lambert the Sheepish Lion — рассказчик за кадром / Аист
- 1952 — Сьюзи — маленькая голубая машинка[англ.] / Susie the Little Blue Coupe — рассказчик за кадром
- 1953 — Бен и я[англ.] / Ben and Me — мышь Амос
- 1960 — Великий Алакадзам / ぼくのそんごくう — рассказчик за кадром (в англоязычном дубляже)
- 1960 — Голиаф 2 / Goliath II — рассказчик за кадром
- 1966 — Винни-Пух и медовое дерево / Winnie the Pooh and the Honey Tree — Винни-Пух
- 1967 — Книга джунглей / The Jungle Book — Каа
- 1968 — Винни-Пух и день забот / Winnie the Pooh and the Blustery Day — Винни-Пух
- 1970 — Коты-аристократы / The Aristocats — мышь Рокфор
- 1974 — Винни-Пух, а с ним и Тигра! / Winnie the Pooh and Tigger Too — Винни-Пух
- 1977 — Множество приключений Винни-Пуха / The Many Adventures of Winnie the Pooh — Винни-Пух